# النظام العالمي الجديد (نظرية المؤامرة)

الجانب الخلفي من الختم العظيم للولايات المتحدة (1776). العبارة اللاتينية «novus ordo seclorum»، التي تظهر على الجانب الخلفي من الختم العظيم منذ عام 1782 وعلى ظهر الدولار الأمريكي منذ عام 1935، تترجم إلى «نظام جديد للعصور» وتلمح إلى بداية حقبة تكون فيها الولايات المتحدة الأمريكية دولة قومية مستقلة؛ يزعم منظري المؤامرة أن هذا إشارة إلى «النظام العالمي الجديد».

يُزعم أن النظام العالمي الجديد أو NWO هو حكومة عالمية دكتاتورية سرية ناشئة من خلال نظريات المؤامرة المختلفة.
الموضوع المشترك في نظريات المؤامرة حول النظام العالمي الجديد هو أن نخبة القوة السرية ذات الأجندة العالمية تتآمر لحكم العالم في نهاية المطاف من خلال حكومة عالمية استبدادية - والتي ستحل محل الدول القومية ذات السيادة - وبروباغندا شاملة تشمل إيديولوجيتها يشيد بإنشاء النظام العالمي الجديد باعتباره تتويجا لتقدم التاريخ. لذلك، زُعم أن العديد من الشخصيات التاريخية والمعاصرة المؤثرة جزء من عصابة تعمل من خلال العديد من المنظمات الأمامية لتنظيم الأحداث السياسية والمالية الهامة، التي تتراوح من التسبب في أزمات نظامية إلى دفع السياسات المثيرة للجدل، على المستويين الوطني والدولي، كخطوات في مؤامرة مستمرة لتحقيق الهيمنة على العالم.
قبل أوائل التسعينات، كانت نظرية المؤامرة للنظام العالمي الجديد تقتصر على ثقافتين أمريكيتين مضادتين، في المقام الأول اليمين المناهض للحكومة بشكل عسكري، وثانيًا ذلك الجزء من المسيحية الأصولية المعنية بظهور المسيح الدجال في نهاية المطاف. لاحظ المشككون، مثل مايكل باركون وشيب بيرلت، أن نظريات المؤامرة الشعبوية اليمينية حول النظام العالمي الجديد لم يتم تبنيها من قبل العديد من الباحثين عن المعرفة الموصومة فحسب، بل انغمست في الثقافة الشعبية، وبالتالي افتتحت فترة خلال أواخر القرن العشرين وأوائل القرن الحادي والعشرين في الولايات المتحدة حيث يستعد الناس بنشاط لسيناريوهات الألفية المروعة. يشعر هؤلاء العلماء السياسيون بالقلق من أن الهستيريا الجماعية حول نظريات المؤامرة للنظام العالمي الجديد يمكن أن يكون لها في نهاية المطاف آثار مدمرة على الحياة السياسية الأمريكية، تتراوح من تصاعد الإرهاب الذئب الوحيد إلى صعود الديماغوجيين المتطرفين إلى السلطة.

## تاريخ المصطلح

### الاستخدام العام (ما قبل الحرب الباردة)
خلال القرن العشرين، استخدمت شخصيات سياسية مثل وودرو ويلسون ونستون تشرشل مصطلح «النظام العالمي الجديد» للإشارة إلى فترة جديدة من التاريخ تتميز بتغيير جذري في الفكر السياسي العالمي وفي ميزان القوى العالمي بعد الحرب العالمية الأولى والحرب العالمية الثانية. في ما بين الحربين وبعد الحرب العالمية الثانية كان ينظر لفترة من الفرص لتنفيذ المقترحات المثالية للحكم العالمي من خلال الجهود الجماعية لمعالجة المشاكل في جميع أنحاء العالم التي تتجاوز قدرة الفرد، مع ذلك مع احترام حق الأمم في حق تقرير المصير. وقد تجلت مثل هذه المبادرات الجماعية في تشكيل المنظمات الحكومية الدولية مثل عصبة الأمم في عام 1920، والأمم المتحدة (الأمم المتحدة) في عام 1945، ومنظمة حلف شمال الأطلسي (الناتو) في عام 1949، إلى جانب الأنظمة الدولية مثل نظام بريتون وودز. والاتفاقية العامة للتعريفات والتجارة (الجات)، التي تم تنفيذها للحفاظ على توازن القوى التعاوني وتسهيل المصالحة بين الدول لمنع احتمال نشوب صراع عالمي آخر. تعرضت هذه الجهود العالمية لغرس الأممية الليبرالية لانتقادات ومعارضة منتظمة من قبل القوميين الأمريكيين للمحافظون الأصليون منذ الثلاثينيات وما بعدها.  

### ما بعد الأربعينيات بعد ظهور المصطلح (عصر الحرب الباردة)
تعود الفكرة الشائعة بأن النخب الاجتماعية تعمل سراً على «نظام عالمي جديد» إلى الخطاب السياسي الأمريكي في أوائل التسعينيات. بعد نهاية الحرب الباردة وسقوط الاتحاد السوفيتي، انتشرت فكرة أن عصرًا جديدًا كان يبزغ. في عام 1989، طرح عالم السياسة الأمريكي فرانسيس فوكوياما أطروحة مفادها أن نهاية التاريخ قد حانت: لقد انتصرت أخيرًا الليبرالية الديمقراطية القائمة على السوق، ولم تعد هناك تناقضات عالمية يمكن أن تدفع مزيدًا من التطور في التاريخ. كما أدلى الرئيس الأمريكي جورج بوش بتصريح مماثل خلال حرب الخليج الثانية. في 29 يناير 1991، قال في خطابه الثاني عن حالة الاتحاد أمام مجلسي الكونجرس: «ما هو على المحك هو أكثر من بلد صغير؛ إنها فكرة كبيرة: نظام عالمي جديد، حيث تجتمع الدول المتنوعة معًا في قضية مشتركة لتحقيق التطلعات العالمية للبشرية - السلام والأمن، والحرية، وسيادة القانون. هذا عالم جدير بكفاحنا ومستقبل أطفالنا». «الأمر يتعلق بأكثر من مجرد بلد صغير؛ إنها فكرة كبيرة: نظام عالمي جديد تجتمع فيه الدول المختلفة في هدف مشترك يتمثل في تحقيق الآمال العالمية للإنسانية - السلام والأمن والحرية وسيادة القانون. هذا عالم يستحق النضال من أجله ومستقبل أطفالنا». قالب:Zitat-enكان شعار «النظام العالمي الجديد» أقدم في الواقع. في وقت الحرب العالمية الأولى، تصور الرئيس وودرو ويلسون، بنقاطه الأربع عشرة، «نظامًا عالميًا جديدًا» يجب أن تضمن عصبة الأمم فيه الأمن الجماعي بشكل فعال، هـ. نشر ويلز كتابًا بهذا العنوان في عام 1940، واستخدم بوش هذه العبارة في خطاب ألقاه في 11 سبتمبر 1990. اعتبارًا من عام 1991 فصاعدًا، اعتبره الإنجيليون والأصوليون المسيحيون وكذلك مؤيدو اليمين السياسي التآمري دليلاً على أن حكومة الولايات المتحدة نفسها كانت جزءًا من مؤامرة لإلغاء الحريات المدنية. بدا هذا معقولاً بالنسبة لهم بقدر ما كان بوش، كعضو في جمعية الجمجمة والعظام وكمدير سابق لوكالة المخابرات المركزية، مرتبطًا مرارًا وتكرارًا بجمعيات سرية. منذ تأسيسها في عام 1958، حذرت جمعية جون بيرش اليمينية المتطرفة مرارًا وتكرارًا من «نظام عالمي جديد» تحت رعاية الشيوعية. مع انهيار الاتحاد السوفيتي ونهاية الحرب الباردة، بدت كل هذه التنبؤات مزورة. من أجل التمكن من الحفاظ على تفكيرها الراسخ في فئات محددة بوضوح من الصداقة-الأعداء، تحولت نظرية المؤامرة من معاداة الشيوعية، التي شهدت العدو بشكل أساسي خارج الولايات المتحدة، إلى محاربة حكومتها. يشرح عالم الاتصالات الأمريكي تشارلز ج. ستيوارت سهولة هذا التغيير في الموضوع بحقيقة أن الشيوعية لجمعية جون بيرش كانت جزءًا من مؤامرة أكبر منذ الستينيات، كان من المفترض أن تكون لتوسيع سلطة الدولة («الحكومة الكبيرة»)، للعمل الجماعي والعولمة. في هذا الصدد، ودون الحاجة إلى التخلي عن روايتها المركزية، كانت قادرة على تفسير انهيار الشيوعية الدولية على أنه مجرد تغيير في التكتيكات في الطريق إلى «استبداد العالم الواحد» المزعوم الذي لا يزال يهدد.
يوضح عالم السياسة الأمريكي مايكل باركون أن فكرة وجود تهديد لـ «نظام عالمي جديد» أصبحت أيضًا شائعة في البروتستانتية الأمريكية الإنجيلية والأصولية في بداية التسعينيات، مع الصعوبات التي واجهتها تكهناتها أيضًا: في التدبيرية لقد تنبأ تفسير نصوص العهد الجديد الأخروية دائمًا بالزيادة في النزاعات الدولية، والتي من شأنها أن تتفاقم حتى الضيقة العظيمة والهيمنة العالمية للمسيح الدجال. فقط عودة يسوع المسيح ستنتهي وقت الرعب هذا. لطالما كان يُنظر إلى الاتحاد السوفيتي وإسرائيل على أنهما بؤرة هذه الصراعات. لكن الاتحاد السوفييتي لم يعد الآن عدواً، ولم تعد الصراعات في الشرق الأوسط تدور حول إسرائيل، بل حول العراق. قدمت نظرية المؤامرة لـ «النظام العالمي الجديد» نفسها لملء هذا الفراغ النبوي. بسبب نظريات المؤامرة واسعة الانتشار، سرعان ما سقطت عبارة «النظام العالمي الجديد» عن الاستخدام بين السياسيين الأمريكيين.

## بات روبرتسون: النظام العالمي الجديد

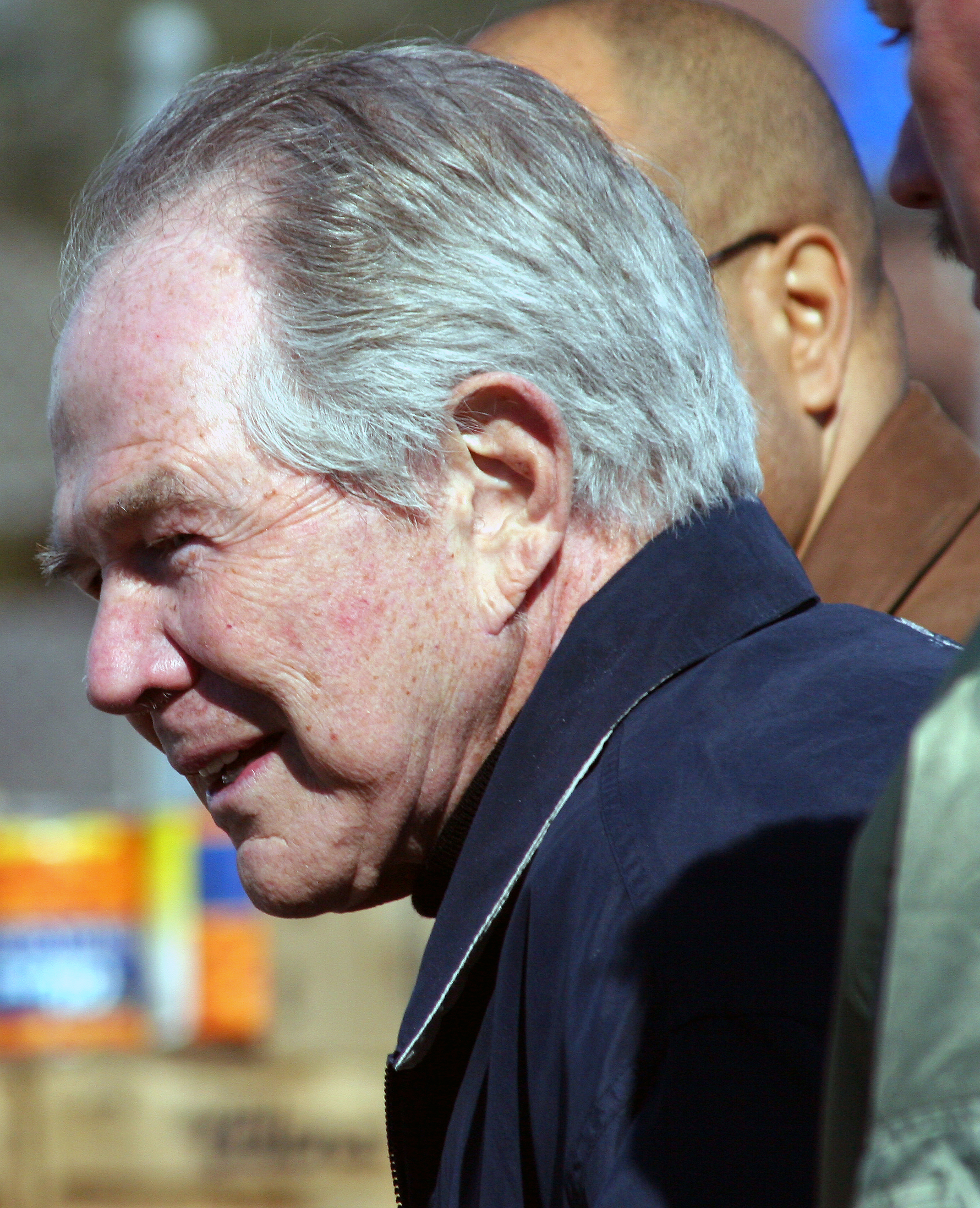
كتب المبشر التلفزيوني الأمريكي بات روبرتسون الكتاب الأكثر مبيعًا النظام العالمي الجديد (روبرتسون) 1991

في عام 1991، نشر بات روبرتسون (مواليد 1930)، مؤسس التحالف المسيحي الإنجيلي الأمريكي، عمله «النظام العالمي الجديد». في هذا يرى الولايات المتحدة الأمريكية في قبضة مؤامرتين: من ناحية، «القوة المالية»، التمويل العالي، الذي - جزئيًا بسبب الجشع، جزئيًا لتبسيط القنوات الإجرائية - كان يسعى إلى دكتاتورية لعقود: تحقيقا لهذه الغاية، كان من الممكن أن يكون الرئيس أبراهام لينكولن قد قتل في عام 1865 بزعم اتباعه خطط عملات خالية من الفوائد، وفرض التعديل السادس عشر لدستور الولايات المتحدة في عام 1913 لتحصيل ضريبة الدخل، وإنشاء نظام الاحتياطي الفيدرالي في نفس العام. المؤامرة الأخرى تهدف إلى معنويات الأمريكيين: هنا يرى روبرتسون المتنورين والماسونيين وأنصار حركة العصر الجديد وهم يعملون «يدمرون الإيمان المسيحي» ويسعون إلى إخضاع العالم «لحكم لوسيفر». ولهذه الغاية، فإنهم يسعون جاهدين من أجل «حكومة عالمية، وجيش عالمي، واقتصاد عالمي تحت حكم الأوليغارشية المالية البريطانية، وديكتاتور عالمي يدعمه مجلس من اثني عشر من الأتباع المخلصين». كل هذه الخطط سيديرها مجلس العلاقات الخارجية والمفوضية الثلاثية. إن توحيد أوروبا، وانهيار الشيوعية وحرب الخليج، التي حسنت صورة الأمم المتحدة، ستخدم جميعها هذا الهدف المعادي للمسيحية. بالنسبة للمستقبل، يتنبأ روبرتسون بحدوث أزمة اقتصادية تضطر فيها الولايات المتحدة إلى نقل سيادتها إلى الأمم المتحدة، والتي ستنصب رئيسًا اشتراكيًا للعالم يحكم وفقًا لمبادئ دين الإنسانية بدلاً من المسيحية. كدليل على هذه المؤامرة المزدوجة المزعومة منذ قرون، يشير روبرتسون إلى شعار (Novus ordo seclorum) في الختم العظيم للولايات المتحدة،
الذي يترجمه على أنه النظام العالمي الجديد. تحرك روبرتسون على غرار الشكوك القديمة ضد المتنورين والجمعيات السرية الأخرى، وجعلهم معروفين لدى التيار الأمريكي السائد من خلال الدوائر الضيقة التي تم فيها تلقي نظريات المؤامرة هذه حتى ذلك الحين. أصبح كتابه، الذي كان سيُعرض أيضًا في المكتبات ذات السمعة الطيبة وفي المطارات، من أكثر الكتب مبيعًا حيث بيعت مئات الآلاف من النسخ.

## استعمال

### في الحقل السياسي
أعلنت جمعية جون بيرش منذ عام 1991 أن العولمة والتفكيك العالمي للحواجز التجارية من خلال الجات ونافتا والاتفاقيات التجارية الأخرى هي خطوات نحو «نظام عالمي جديد» حيث لن يتم استخدام القوات الأمريكية في نهاية المطاف إلا لقمع أي مقاومة للعالم العالمي. حكومة عظمى. إن قوات حفظ السلام التابعة للأمم المتحدة هي تمرين أولي لهذه الممارسة المستقبلية. صرح رئيسها، جون مكمانوس، في عام 1995: الهدف هو انهيار السيادة الوطنية عبر الاقتصاد. في النهاية، ما لم يتم إيقاف كل ذلك، سيظهر «النظام العالمي الجديد» وستكون الحرية مجرد ذكرى «. الهدف هو انهيار السيادة الوطنية على الاقتصاد. في النهاية، إذا لم يتم إيقاف كل هذا، فسوف ينشأ «النظام العالمي الجديد» وستكون الحرية مجرد ذكرى». قالب:Zitat-enفي وقت مبكر من عام 1990، نشر الصحفي التحرري ويليام ت. ستيل (* 1948) نسخة من نظرية المؤامرة المعروفة المناهضة للضوء، والتي بموجبها تلقى آدم وايسهاوبت الموارد المالية لخططه من بنك روتشيلد اليهودي، ولكن قدم البناؤون الغطاء؛ بهذه الطريقة كان قد نجح في تحريك الثورة الفرنسية. في الوقت الحاضر يفضل المتنورين استخدام المنظمات الدولية مثل مجلس العلاقات الخارجية.
يعتقد الواعظ الأصولي المسيحي تيكسي مارس (* 1944) أيضًا أن المتنورين سيكافحون من أجل «نظام عالمي جديد»، لكنه لا يفسر ذلك مالياً، ولكن من الناحية الأخروية: المتنورين هم ضد المسيح، الوحش من وحي يوحنا، وفي عام 2000 بدأوا حكمهم لنهاية الوقت. يصف المؤلف جون كولمان، الذي يُزعم أنه موظف سابق في المخابرات البريطانية MI6، «النظام العالمي الجديد» على أنه قاعدة المسيح الدجال. إنه يرى «شكلًا منقحًا من الشيوعية الدولية وديكتاتورية وحشية وقاسية» تلوح في الأفق، خلفها «لجنة من 300» من المفترض أنها تسيطر على جميع المجتمعات والمؤامرات السرية الأخرى، من المتنورين والماسونيين والروزيكروشيين إلى مجموعة بلدربيرغ، الجمجمة وجمعية العظام والثول للبلاشفة والصهاينة. تولى كولمان فكرة «الثلاثمائة رجل» الذين يفترض أنهم يسيطرون على العالم من والتر راثيناو، الذي صاغ شيئًا مشابهًا في مقال صحفي في عام 1909 ومنذ ذلك الحين استشهد معادون للسامية مرارًا وتكرارًا كشهود رئيسيين على هيمنة يهودية مزعومة على العالم. كثيرًا ما يذكر كولمان اليهود كخدام للخطط الشيطانية لـ «لجنة 300»: يُقال أن ثيودور دبليو أدورنو اخترع موسيقى الروك أند رول نيابة عنه كوسيلة للتحكم بالعقل والتخدير الجماعي، يمكن لجهاز المخابرات الإسرائيلي الموساد السيطرة على أي دولة تسيطر على الأقلية اليهودية المحلية، فإن عائلة روتشيلد مسؤولة عن العديد من الحروب التي يكسبون فيها أيضًا أموالًا جيدة، وهنري كيسنجر هو «يهودي المحكمة» في اللجنة، وما إلى ذلك. «البلشفية اليهودية» و «بروتوكولات حكماء صهيون»، تزوير من عام 1903 يزعم إعادة إنتاج خطط لمؤامرة يهودية عالمية.
في عام 1991، طور مذيع الراديو اليميني المتطرف ميلتون ويليام كوبر (1943-2001) «نظرية المؤامرة الفائقة» في كتابه ``ها حصان شاحب ''، في مركزها - بالإضافة إلى المتنورين وبيلدربيرجرز- هذه المرة الأجانب هم، الذين يُزعم أنهم على اتصالات سرية منذ عهد الرئيس أيزنهاور مع الحكومة الأمريكية. في «نظامهم العالمي الجديد» سوف ينخفض عدد الأشخاص الأحياء بشكل كبير، ويتباطأ النمو الاقتصادي، ويحظر استهلاك اللحوم، ويتم الاستعداد للهجرة إلى الفضاء. بدون هذه الإجراءات الصارمة، سيكون هناك خطر الانهيار الكامل للحضارة، وهو ما تنبأ به كوبر بعد وقت قصير من عام 2000. في هذه الأوهام، اعتمد كوبر جزئيًا على الوثائق التي يدعي أنه شاهدها أثناء عمله في الخدمة السرية، وجزئيًا على البديل 3، وهو برنامج تلفزيوني ساخر من عام 1977، والذي أخذها أطباء العيون في ظاهرها. كما استشهد ببروتوكولات حكماء صهيون كدليل، والذي في الحقيقة لن يثبت مؤامرة عالمية من قبل اليهود ولكن من قبل المتنورين.

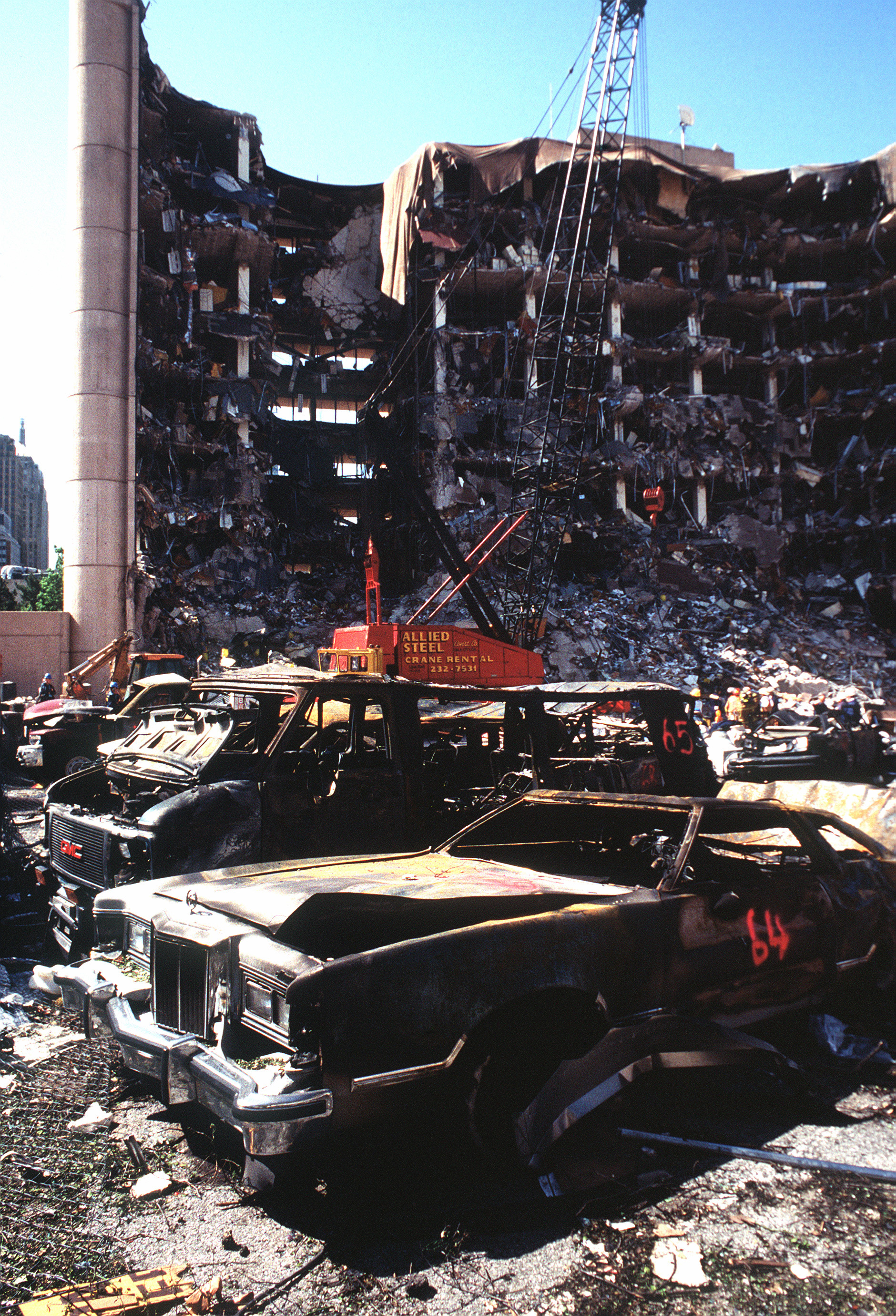
مبنى موراه الفيدرالي في أوكلاهوما سيتي بعد الهجوم (21 أبريل 1995)

في حركة الميليشيات الأمريكية اليمينية المتطرفة، أصبحت نظريات المؤامرة هذه منظِّرًا مركزيًا تُنكر فيه شرعية الحكومة. في هذه العملية، أصبحت متطرفة، واتهمت بمعاداة السامية واندلعت. يرى أنصار الميليشيات الآن أن «اليهود» هم المتآمرون الرئيسيون وراء «النظام العالمي الجديد» ويهينون الحكومة الألمانية على أنهم «الحكومة الصهيونية المحتلة». يُزعم أن المتآمرين خططوا لإبادة نصف سكان العالم من خلال الحروب والأوبئة من أجل استعباد النصف الآخر. يتم تفسير اللافتات الموجودة على الطرق السريعة على أنها أدلة سرية لغزو القوات التي تعتبر وكالة إدارة الطوارئ الفيدرالية، وهي وكالة فيدرالية للسيطرة على الكوارث، غطاءً لمعسكرات الاعتقال المخطط لها، حيث «الوطنيون» الذين رفضوا الانصياع للحكومة العالمية الجديدة، وغير المميزين. سيتم إرسال «المروحيات السوداء»، التي شوهدت مرارًا وتكرارًا، ومن المفترض أنها تابعة للأمم المتحدة وكانت تستعد للسيطرة العسكرية عليها. في عام 1996، سخر الأمين العام للأمم المتحدة بطرس بطرس غالي علنًا من أسطورة طائرات الهليكوبتر السوداء عندما أعلن، عند عودته من الإجازة، أن الإجازات مملة بالفعل: «من الممتع العمل هنا [في نيويورك]، لمنع الإصلاحات، والطيران في مروحياتي السوداء وفرض ضريبة عالمية». 
تم اعتبار الاقتحام الفاشل لروبي ريدج في أغسطس 1992 وتسوية فرع داود في واكو، تكساس في 19 أبريل 1993 من قبل السلطات الفيدرالية، بالإضافة إلى تشديد قوانين الأسلحة مثل برادي بيل 1994، كدليل على خطط حكومة واشنطن، وفرض «النظام العالمي الجديد» واكتسبت عددا كبيرا من الأتباع للميليشيات. كانت الأيديولوجية القائلة بأن الوطنيين المسيحيين الحقيقيين يجب أن يدافعوا عن أنفسهم ضد هذه المؤامرة المعادية للمسيحية والموجهة دوليًا هي أيضًا وراء الهجوم الإرهابي في أوكلاهوما سيتي في عام 1995، والذي وضعه الانتحاري تيموثي ماكفي عمداً في ذكرى مأساة واكو. تم منع هجوم إرهابي آخر مستوحى من نظرية المؤامرة لـ «النظام العالمي الجديد» في العام التالي: خطط سبعة أعضاء من ميليشيا وست فرجينيا ماونتينير لتفجير مبنى قسم خدمات معلومات العدالة الجنائية التابع لمكتب التحقيقات الفيدرالي في كلاركسبورغ (فيرجينيا الغربية)، التي يمتلكونها تعتبر مركز قيادة لـ «النظام العالمي الجديد». تم القبض عليهم في 8 أكتوبر / تشرين الأول 1996.

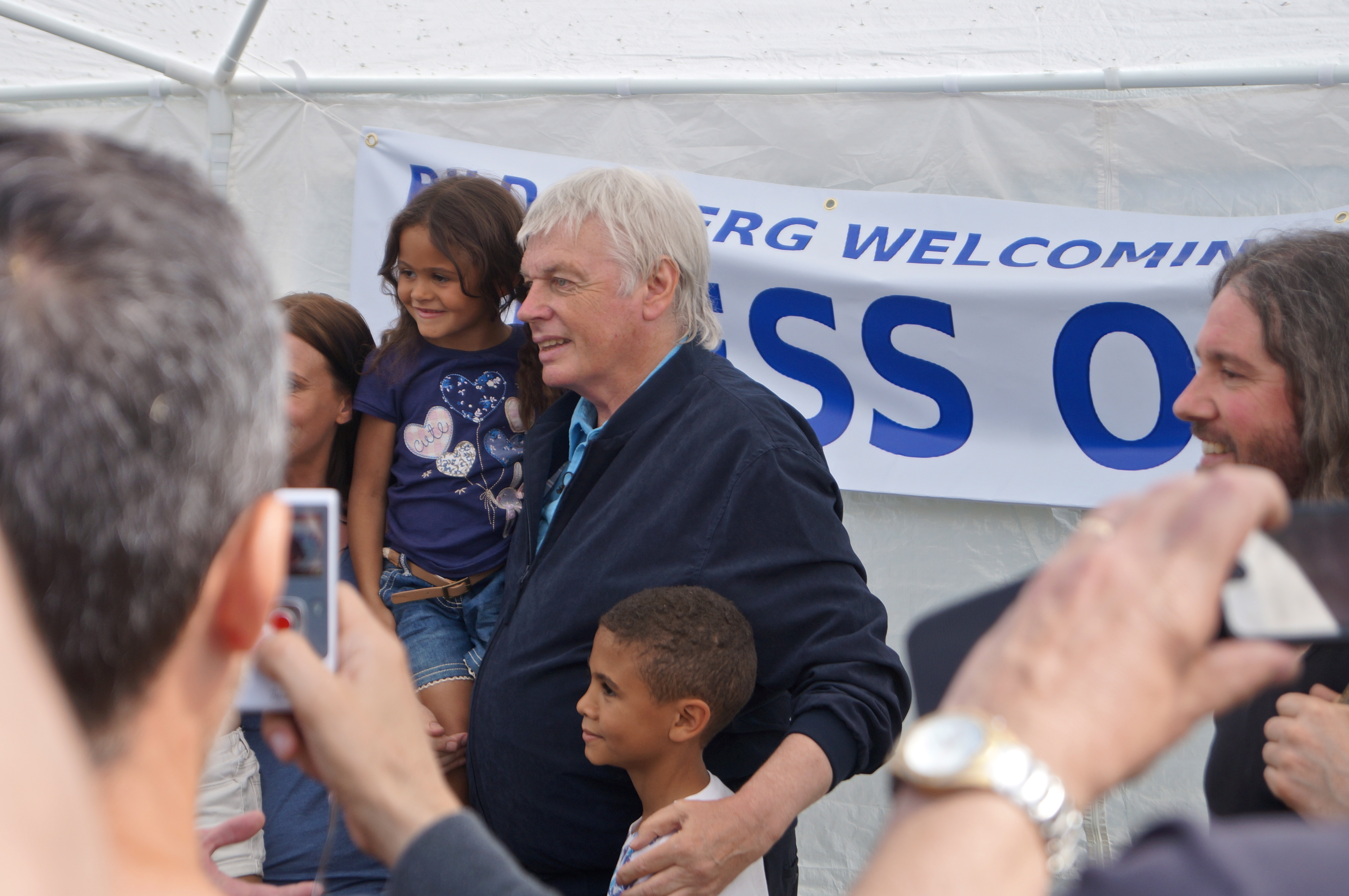

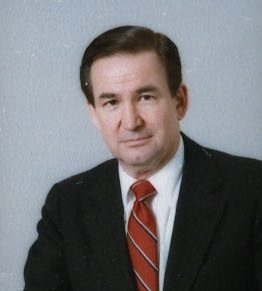
باتريك جوزيف "بات" بوكانان Pat Buchanan (2 نوفمبر 1938) سياسي ومعلق وكاتب ومؤلف أمريكي كان من كبار المستشارين لرؤساء الولايات المتحدة الرؤساء مثل ريتشارد نيكسون، جيرالد فورد ورونالد ريغان سعى بالفوز بترشيح الحزب الجمهوري في عام 1992 وعام 1996 وخاض الانتخابات عن حزب الإصلاح في انتخابات الرئاسة عام 2000

حمل بات بوكانان المحافظ القديم (* 1938)، الذي تقدم بطلب للحصول على ترشيح رئاسي للحزب الجمهوري في عامي 1992 و 1996، شعار الحماية "أمريكا أولاً" ضد «النظام العالمي الجديد» لبوش. بالنسبة له، يعتبر هذا المصطلح رمزًا لكل شيء سلبي في السياسة الأمريكية: الحدود المفتوحة، والهجرة غير الشرعية، وقوانين السلاح، والمثلية الجنسية، والإجهاض، إلخ. النظام العالمي ". في عام 1998، اتهم مجلس العلاقات الخارجية، والمفوضية الثلاثية، وبيلدربيرجرز بالانضمام إلى أجندة التجارة الحرة، ونزع السلاح، والحكومة العالمية "غير الأمريكية بشدة". مقدم البرامج الإذاعية أليكس جونز (مواليد 1974)، الذي شارك في مقابلة مع النسخة الألمانية من عمل كولمان المعادي للسامية، لجنة 300،  ينشر نظرية المؤامرة في «النظام العالمي الجديد». يستخدمه هو والضيوف في برامجه كإطار سردي يدمجون فيه نظريات مؤامرة أخرى، مثل هجمات 11 سبتمبر 2001. يبدو أن الهجمات على البرجين التوأمين هي من عمل المتنورين أو أباطرة المال الجشعين الذين أرادوا تحقيق «النظام العالمي الجديد» أو الحفاظ عليه. إن انتخاب باراك أوباما والأزمة المالية التي تم إحداثها عمداً في عام 2008 سيخدمان نفس الهدف، وفقًا لادعاءات جونز. مثل بعض منظري المؤامرة الآخرين، يتأرجح جونز عند الإجابة على سؤال حول ما إذا كان استيلاء المتآمرين وشيكًا أو قد حدث بالفعل.
في نظرية المؤامرة لليمين البريطاني ديفيد آيك (1952)، فإن الأجانب الزواحف مصاصي الدماء من كوكبة التنين الذين يريدون استعباد البشرية في «نظام عالمي جديد» ولهذا الغرض يمارسون الشيطانية وإساءة معاملة الأطفال. يعتمد إيك على منشورات كوبر ورائد ما قبل الفضاء زكريا سيتشين (1920-2010)، والخبرة الشخصية والتوجيه، وأيضًا على بروتوكولات حكماء صهيون. كما يتم تداول نظريات المؤامرة حول «النظام العالمي الجديد» بين المتطرفين اليمينيين في ألمانيا. في كتابه "الجمعيات السرية" الأكثر مبيعًا في عام 1993 وقوتهم في القرن العشرين، يفترض عالم الباطنية اليميني يان أودو هولي (* 1967) أن المتنورين، الذين يصورهم على أنهم عبدة الشيطان بقيادة اليهود، أرادوا إقامة «نظام عالمي جديد». تحقيقا لهذه الغاية، سوف يستعدون لحرب عالمية ثالثة. مثل كوبر وإيك، يستشهد هولي على نطاق واسع ببروتوكولات حكماء صهيون. يجادل حزب NPD حاليًا ضد «النظام العالمي الجديد» للساحل الشرقي للولايات المتحدة "(إشارة إلى العديد من اليهود الأغنياء الذين يُزعم أنهم يعيشون هناك) وخططهم المزعومة للسيطرة على العالم. في ربيع 2020، في سياق الاحتجاجات ضد إجراءات الوقاية من كورونا 2020، انتشر أن الوباء ما هو إلا ذريعة لإقامة النظام العالمي الجديد. في الحقيقة، فيروس كورونا غير موجود أصلاً. عيّن منظّر المؤامرة أتيلا هيلدمان 15 مايو موعدًا للاستيلاء على السلطة.

#### اليسار السياسي

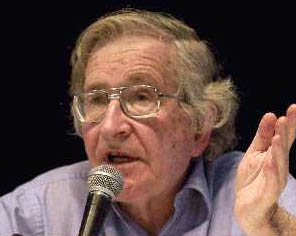
نعوم تشومسكي (2004)

تم التقاط الشعار المشهور أيضًا على اليسار السياسي. كتب اللغوي والناشط السياسي الأمريكي نعوم تشومسكي (مواليد 1928) في عام 1992: لقد مزقت حرب الخليج الحجاب الذي كان يغطي حقبة ما بعد الحرب الباردة. لقد كشفت عن عالم تتمتع فيه الولايات المتحدة بتفوق عسكري دون منازع ومستعدة لاستغلال هذه الميزة القاسية. لقد وصل النظام العالمي الجديد (الذي يعطي العالم الجديد الأوامر فيه) «. لقد مزقت حرب الخليج غطاء حقبة الحرب الباردة. لقد كشف عن عالم تتمتع فيه الولايات المتحدة بالسيادة العسكرية بلا منازع ومستعدة لاستغلال هذه الميزة بلا رحمة. النظام العالمي الجديد (الذي يعطي العالم الجديد الترتيب) موجود هنا». ومع ذلك، تم استخدام هذا المصطلح بالفعل صراحة من قبل جورج دبليو بوش في خطابه في 11 سبتمبر 1990. أخذ تشومسكي أيضًا هذا المصطلح في أعمال أخرى، مثل النظامين العالميين القديم والجديد (1994)، حيث يتهم العالم الغربي، وخاصة الولايات المتحدة الأمريكية، بالإمبريالية والانقسام الاجتماعي الوحشي بين الأغنياء والفقراء.
لا يوجد إجماع حول تصنيف مثل هذا النقد لـ «نظام عالمي جديد»، يُفهم على أنه هيمنة أمريكية والنيوليبرالية التي لا تقدم أي بديل. يصف عالم السياسة الأمريكي دانيال بايبس، المقرب من الجمهوريين، تحليلات تشومسكي للحاضر بأنها «نظرية المؤامرة [...] التي تلوم حكومة الولايات المتحدة عمليًا على جميع مظالم العالم»، متخيلًا أنها تتصرف نيابة عن صناعة واسعة النطاق. من ناحية أخرى، يدافع الناشط البريطاني ميلان راي عن تشومسكي ضد هذا التصنيف. يتخذ عالم الثقافة البريطاني ألاسدير سبارك موقفًا وسيطًا: في رأيه، فإن الاتهام يختصر حجج تشومسكي، ومن ناحية أخرى يرى «نزعة شمولية» في كتاباته السياسية، حيث لا يمكن التعرف على أي جوانب إيجابية للولايات المتحدة؛ تعد معالجة كميات كبيرة من المعلومات التفصيلية في سرد واحد أيضًا طريقة نموذجية يستخدمها منظرو المؤامرة. يشير سبارك أيضًا إلى المظاهرات المناهضة للعولمة ضد المؤتمر الوزاري لوزراء الاقتصاد والتجارة في منظمة التجارة العالمية في سياتل في عام 1999، عندما احتج اليسار واليمين، مثل بات بوكانان، على «النظام العالمي الجديد».

## في الادب
مايكل باركون: ثقافة المؤامرة. رؤى نهاية العالم في أمريكا المعاصرة. 2. الإصدار. مطبعة جامعة كاليفورنيا، بيركلي 2013، ISBN 978-0-520-27682-6، س 39-79.
ألاسدير سبارك: النظام العالمي الجديد. في: بيتر نايت (إد.): نظريات المؤامرة في التاريخ الأمريكي. الموسوعة. ABC Clio، Santa Barbara / Denver / London 2003، ISBN 1-57607-812-4 Band 2، S. 536-539.

## نظريات المؤامرة
هناك العديد من نظريات المؤامرة المنهجية التي يتم من خلالها النظر إلى مفهوم النظام العالمي الجديد. فيما يلي قائمة لأبرز تلك المؤامرات :

### الماسونية

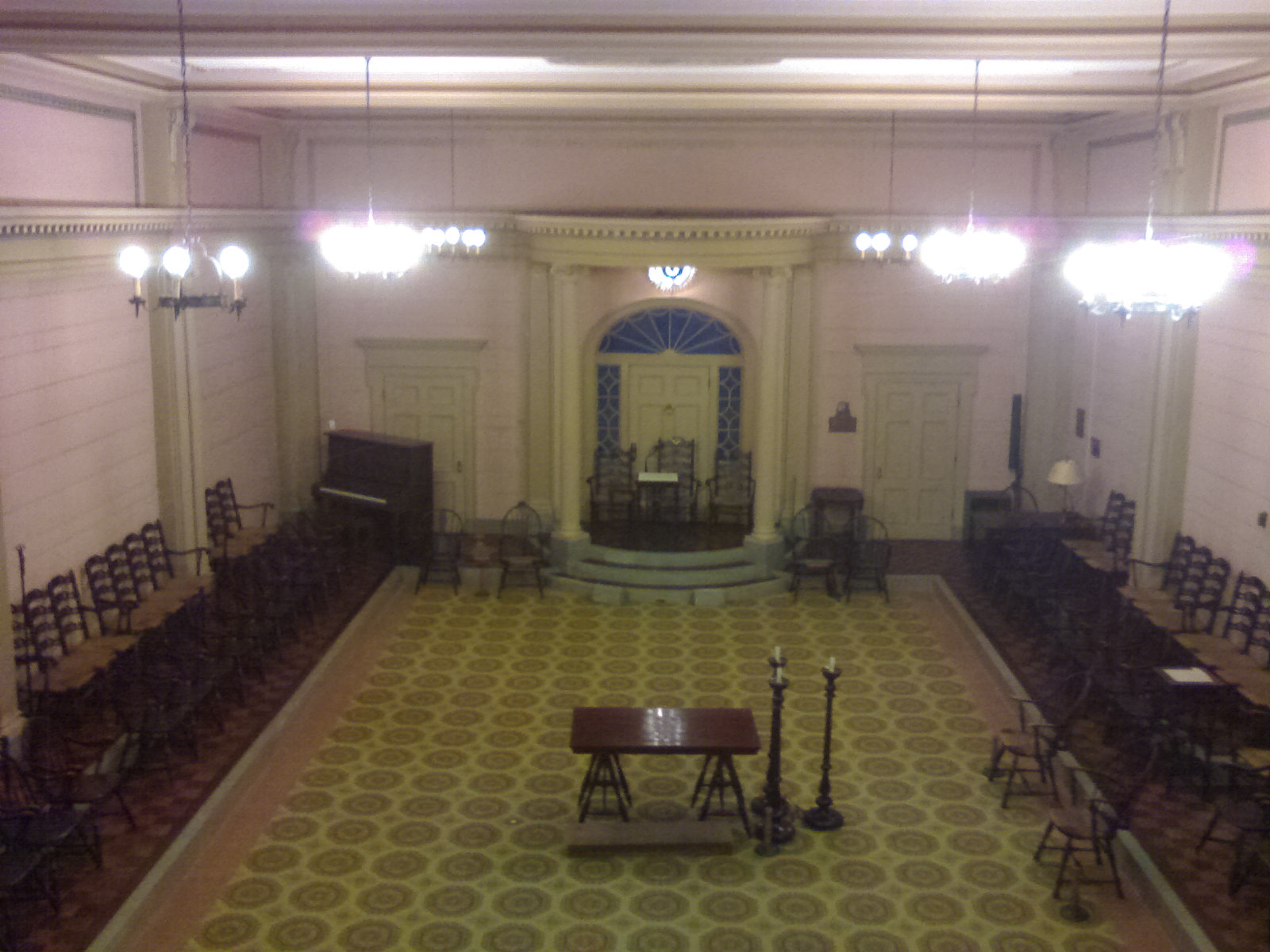
غرفة محفل ماسوني

الماسونية هي واحدة من أقدم المنظمات الأخوية العلمانية في العالم، وقد نشأت خلال أواخر القرن السادس عشر وأوائل القرن السابع عشر في بريطانيا. على مر السنين، وجهت العديد من التهم لنظريات المؤامرة المرتبطة بالماسونية، بما في ذلك الادعاء بأن الماسونيين لديهم أجندة سياسية خفية ويتآمرون لتحقيق نظام عالمي جديد، وهي حكومة عالمية منظمة وفقًا لمبادئ الماسونية أو يحكمها الماسونيون فقط.
أدت الطبيعة الباطنية للرموز والطقوس الماسونية إلى اتهام الماسونيين أولاً بممارسة عبادة الشيطان سرًا في أواخر القرن الثامن عشر. يعود الادعاء الأصلي بوجود مؤامرة داخل الماسونية لتخريب الأديان والحكومات للسيطرة على العالم إلى المؤلف الإسكتلندي جون روبسون، الذي عبرت نظريات المؤامرة الرجعية المحيط الأطلسي وأثرت على تفشي البروتستانت المناهضين للماسونية في الولايات المتحدة خلال القرن التاسع عشر. في تسعينيات القرن التاسع عشر ، كتب الكاتب الفرنسي ليو تاكسيل سلسلة من الكتيبات والكتب التي تدين الماسونية وتتهم مساكنهم بعبادة لوسيفر باعتباره الكائن الأعلى والمهندس العظيم للكون. على الرغم من حقيقة أن تاكسيل اعترف بأن ادعاءاته كانت كلها خدعة (خدعة تاكسيل) ، إلا أنها كانت ولا تزال تصدق وتتكرر من قبل العديد من منظري المؤامرة وكان لها تأثير كبير على الادعاءات اللاحقة المناهضة للماسونية حول الماسونية.
تكهن بعض منظري المؤامرة في النهاية بأن بعض الآباء المؤسسين للولايات المتحدة، مثل جورج واشنطن وبنجامين فرانكلين، كانوا يمتلكون تصميمات هندسية ماسونية مقدسة متداخلة في المجتمع الأمريكي ، لا سيما في الختم العظيم للولايات المتحدة، فاتورة الولايات المتحدة للدولار الواحد. ، الهندسة المعمارية لمعالم ناشونال مول والشوارع والطرق السريعة في واشنطن العاصمة، كجزء من خطة رئيسية لإنشاء أول «حكومة ماسونية» كنموذج للنظام العالمي الجديد القادم.

### المتنورون

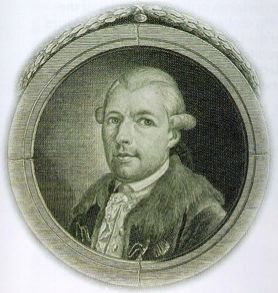
آدم وايشوبت ، مؤسس جماعة المتنورين ، وهي جمعية ليبرالية وعلمانية سرّية بافارية من القرن الثامن عشر

كانت جماعة المتنورين جمعية سرية في عصر التنوير أسسها الأستاذ الجامعي آدم وايشوبت في 1 مايو 1776، في بافاريا العليا، ألمانيا. تألفت الحركة من دعاة الفكر الحر والعلمانية والليبرالية والجمهورية والمساواة بين الجنسين، تم تجنيدهم من خلال المحافل الماسونية الألمانية ، الذين سعوا لتعليم العقلانية من خلال المدارس الغامضة. في عام 1785، تم اختراق الأمر وتفكيكه وقمعه من قبل عملاء حكومة تشارلز ثيودور ، ناخب بافاريا، في حملته الوقائية لتحييد خطر تحول المجتمعات السرية إلى بؤر مؤامرات للإطاحة بالنظام الملكي البافاري ودين الدولة. ، الكاثوليكية الرومانية. لا يوجد دليل على أن المتنورين البافاريين نجوا من القمع عام 1785.
في أواخر القرن الثامن عشر ، بدأ منظرو المؤامرة الرجعية، مثل الفيزيائي الإسكتلندي جون روبسون والكاهن اليسوعي الفرنسي أوغستين بارويل، في التكهن بأن المتنورين قد نجوا من قمعهم وأصبحوا العقل المدبر وراء الثورة الفرنسية وعهد الإرهاب. اتُهم المتنورين بأنهم مخربون كانوا يحاولون تنظيم موجة ثورية سراً في أوروبا وبقية العالم لنشر الأفكار والحركات الأكثر راديكالية في عصر التنوير - مناهضة رجال الدين والملكية والمناهضة الأبوية - ولخلق عالم نووقراطية وعبادة العقل. خلال القرن التاسع عشر، لطالما كان الخوف من مؤامرة المتنورين مصدر قلق حقيقي للطبقات الحاكمة الأوروبية والذي إنتهى ب الربيع الأوروبي 1848 الذي كانت تخشاه.
خلال فترة ما بين الحربين العالميتين في القرن العشرين، قام الدعاة الفاشيون مثل المؤرخة البريطانية التنقيحية نيستا هيلين ويبستر والشخصية الاجتماعية الأمريكية إديث ستار ميلر بنشر نظريو مؤامرة المتنورين وادعوا أنها كانت مجتمعًا سريًا هدامًا يخدم النخب اليهودية التي من المفترض أنها دعمت كلا من الرأسمالية المالية والشيوعية السوفيتية من أجل تقسيم العالم وحكمه.
أصبح المبشر الأمريكي جيرالد بيرتون وينرود وغيره من منظري المؤامرة داخل الحركة المسيحية الأصولية في الولايات المتحدة (التي ظهرت في العقد الأول من القرن الماضي كرد فعل عنيف ضد مبادئ التنوير الإنسانية العلمانية والحداثة والليبرالية) مثل ذلك البداية لنشر نظريات المؤامرة المتنورين في الولايات المتحدة. أعلن الشعبويون اليمينيون مثل أعضاء جمعية جون بيرش أن بعض الأخويات الجماعية (الجمجمة والعظام)، ونوادي السادة (النادي البوهيمي)، ومراكز فكرالطبقة العليا الأمريكية (مجلس العلاقات الخارجية، اللجنة الثلاثية) هي المنظمات الواجهة للمتنورين ، الذين يتهمونهم بالتخطيط لإنشاء نظام عالمي جديد من خلال حكومة عالمية واحدة.

### بروتوكولات حكماء صهيون
هي وثيقة مزيفة، تتحدث عن خطة لغزو العالم أُنشِئت من قِبَل اليهود وهي تتضمن 24 بروتوكولاً. في عام 1901 كتَبَ هذه الوثيقة ماثيو جولوڤينسكى مُزَوِر ومُخبر من الشرطة السياسية القيصرية وكانت مُستوحاة من كتاب حوار في الجحيم بين مونتسكيو وميكافيلي للمؤلف موريس چولى الذي يُشير في كتابه إلى وجود خطة زائفة ومُسبقة لغزو العالم من قِبَل نابليون الثالث وقد تم تطويرها من مجلس حكماء اليهود بهدف تدمير المسيحية والهيمنة على العالم . يحتوى هذا الكتاب على عدّة تقارير تكشف خطة سرية للسيطرة على العالم، تعتمد هذه الخطة على العنف والحِيَل والحروب والثورات وترتَكز على التحديث الصناعي والرأسمالية لتثبيت السلطة اليهودية. في العشرينات من القرن الماضي واجهت ألمانيا صعوبات اقتصادية، مما جعل أدولف هتلر يربط بينها وبين مخطط اليهود للسيطرة على العالم والذي كان مستحوذاً على تفكيره آنذاك وقد تبين ذلك من خلال كتابه مين كامبف أو كفاحي الذي فسر فيه نظرية المؤامرة اليهودية من وجهة نظره فنَتَجَ عن ذلك المذابح التي تَعَرض لها اليهود في ألمانيا النازية والمعروفة باسم ليلة الكريستال وأصبح ذلك الكتاب في يومنا هذا رمزاً لمعاداة السامية. وقد أصدر الباحث اليهودى نورمان كوهين كتابه إنذار بالإبادة الذي يُوُضّح فيه أن أسطورة الهيمنة العالمية هي فكرة فرنسية ظهرت خلال القرن التاسع عشر ولم تتضمن أي إشارة تُدين اليهود.

### حركة العصر الجديد
تنبأت المشعوذة البريطانية الثيوصوفية أليس بيلي، أحد مؤسسي ما يسمى بحركة العصر الجديد، في عام 1940 بالانتصار النهائي لحلفاء الحرب العالمية الثانية على قوى المحور (الذي حدث بالفعل في عام 1945) وإنشاء الحلفاء نظاما عالميا جديدا سياسي وديني. توقعت حكومة عالمية فيدرالية متوجة لمؤامرة ويلز المفتوحة ، لكنها ستكون توافقية لأنها كانت موجهة من قبل سادة الحكمة القديمة، عازمة على إعداد البشرية للمجيء الثاني للمسيح، وفجر عصر الدلو. وفقًا لبيلي ، فإن مجموعة من السادة الصاعدين تُدعى جماعة أخوية الأبيض العظيم تعمل في «المستويات الخفية» للإشراف على انتقال نحو نظام عالمي جديد، ولكن في الوقت الحالي، فإن أعضاء هذا التسلسل الهرمي الروحي معروفون فقط لعدد قليل من السحرة الذين يتواصلون بالتخاطر، ولكن مع زيادة الحاجة إلى مشاركتهم الشخصية في الخطة من المتوقع «إضفاء الطابع العلني على التسلسل الهرمي» وسيعرف الجميع وجودهم على الأرض.
ساهمت كتابات بيلي ، جنبًا إلى جنب مع الكاتبة الأمريكية مارلين فيرغسون من خلال كتاب عام 1980 مؤامرة فيرغسون ، في أن ينظر منظرو المؤامرة اليمين المسيحيين إلى حركة العصر الجديد على أنها «دين زائف» من شأنه أن يحل محل المسيحية في النظام العالمي الجديد. يجادل المشككون بأن مصطلح «حركة العصر الجديد» تسمية خاطئة يستخدمها منظرو المؤامرة كقاعدة عامة لأي حركة دينية جديدة ليست مسيحية أصولية. بهذا المنطق، فإن أي شيء غير مسيحي فهو معادٍ للمسيحية عن عمد.
منذ العقد الأول من القرن 21، ازداد اعتناق وترويج اتباع حركة العصر الجديد الباطنية لنظرية النظام العالمي الجديد الذين فيما يبدو قد ملو العقلانية وانجدبو أكثر إلى ماهو غيبي كما هو الحال في الطب البديل، علم التنجيم، التصوف الكمي، الروحانية، والثيوصوفيا. وهكذا ، يدعي منظرو المؤامرة في العصر الجديد مثل صانعي الأفلام الوثائقية Esoteric Agenda ، أن مدراء العولمة الذين يخططون نيابة عن النظام العالمي الجديد يسيئون استخدام التنجيم لنهايات ميكافيلية ، مثل اعتماد 21 ديسمبر 2012 كتاريخ محدد لـ إنشاء نظام عالمي جديد مستفيدين من ظاهرة عام 2012 والتي يرجع أصولها إلى نظريات المايا التي استلهم كتاب العصر الجديد توقعاتهم منها ك خوسيه أرغويليس، وتيرينس ماكينا، ودانييل بينشبيك.
يزعم المتشككون في أن العلاقة بين منظري المؤامرة وعلماء التنجيم تنبع من مقدماتهم الخاطئة المشتركة.
أولاً، يجب أن يكون أي اعتقاد مقبول على نطاق واسع باطلا .
ثانيًا، يجب أن تكون المعرفة الموصومة (ما ترفضه المؤسسة الحاكمة) هو الحق .
والنتيجة هي شبكة كبيرة من المهووسين، على سبيل المثال ، يروج بعض أتباع دين الكائن الكوني للرهاب المؤدي لمعاداة اليهود، بينما يمارس بعض المعادين للسامية الشامانية البيروفية.